# Basilique Notre-Dame de Liesse
Pour les articles homonymes, voir Liesse.
La basilique Notre-Dame de Liesse-Notre-Dame est une basilique mineure catholique, érigée par le pape Pie X, située sur le territoire de la commune de Liesse-Notre-Dame, dans le département de l'Aisne, dans la région des Hauts-de-France, en France. Ce fut, jusqu'au XIXe siècle, l'un des principaux sanctuaires mariaux de France.

## Historique
L'église fut construite en 1134 par les Chevaliers d'Eppes. Le chœur date du XIIIe siècle, le transept et la nef du XIVe siècle (1384) furent agrandis en 1480. On venait en pèlerinage y honorer la Vierge noire, statue faisant référence à la Soudanaise Ismérie, fille du sultan du Caire Al-Afdal Shâhânshâh, qui après avoir sauvé la vie à des chevaliers français au temps des Croisades, se convertit au christianisme et épousa Robert d'Eppes, fils de Guillaume II de France. Notre-Dame de Liesse est aussi vénérée en Lorraine à Sierck-les-Bains en la chapelle Notre-Dame de Marienfloss, dans le Vaucluse, dans le village de Modène.

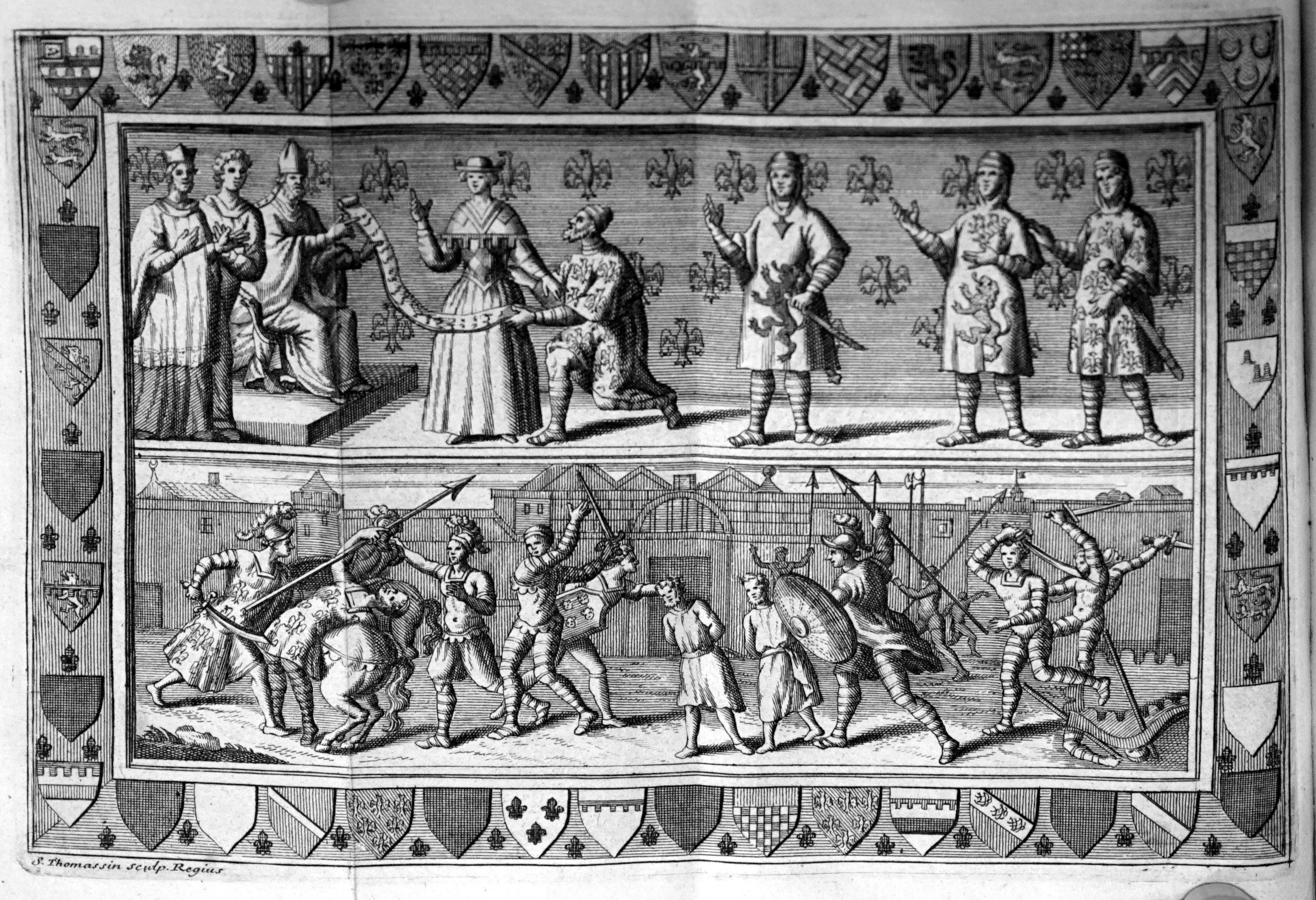
Histoire des chevaliers d'Eppes.
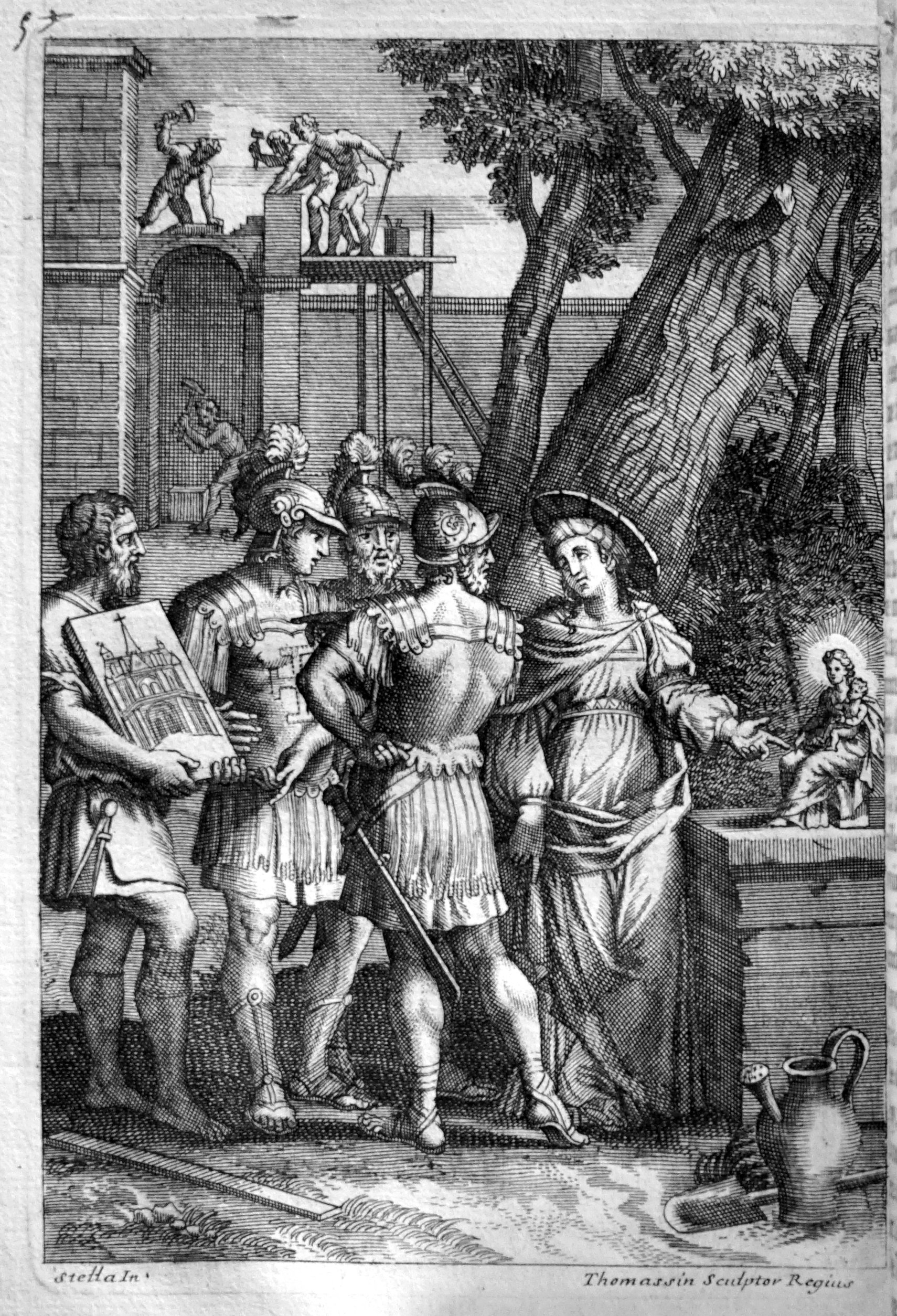
La construction de la basilique.

Au Moyen Âge, la basilique Notre-Dame de Liesse était un sanctuaire à répit. On invoquait Notre-Dame de Liesse pour la guérison de maladies incurables, la paralysie, la sauvegarde des villes de la peste, l'exorcisme, la délivrance de prisonniers, la protection contre les naufrages, les revers de fortune... On y rendait grâce pour une guérison, un sauvetage (naufrage, incendie...). Elle fit l'objet de pèlerinages nombreux jusqu'au XIXe siècle, sa notoriété était grande dans tout le Bassin parisien et même au-delà,.
À partir du XVe siècle, Notre-Dame de Liesse fut considérée comme l'une des patronnes de la dynastie capétienne. La basilique connut de fréquents pèlerinages royaux. Elle était invoquée par les couples princiers peinant à avoir un enfant.
Charles VI (en 1392), Louis XI (en 1471, 1475 et 1477), François Ier (1527 et 1538), Henri II (1554 et 1558), François II, Charles IX (1566), Henri III, les reines Catherine de Médicis (1583) et Marie de Médicis (1603) vinrent en pèlerinage au sanctuaire, tout en séjournant au château proche de Marchais. Louis XIII et Anne d'Autriche ont fait le pèlerinage à plusieurs reprises pour demander à la Vierge Marie la naissance d'un héritier. Louis XIV vint également à Liesse en 1652, 1678 et 1680.
En mai 1821, la duchesse de Berry Marie-Caroline de Bourbon-Siciles y vint à son tour, accompagnée par son aumônier, Marc-Marie de Bombelles, évêque d'Amiens, remercier la Vierge pour la naissance de son fils, le duc de Bordeaux Henri d'Artois.
La statue de Notre-Dame de Liesse, une Vierge noire du XIVe siècle, ayant été brûlée lors de la Révolution française, ses restes furent apportées au Québec en 1877. Elle repose désormais (en partie) dans l'Église du Gesù de Montréal. La statue de Notre-Dame de Liesse actuelle a été refaite au XIXe siècle.
La façade occidentale a été restaurée en 1920.
La basilique accueille aujourd'hui des pèlerinages de convertis venus de l'islam.

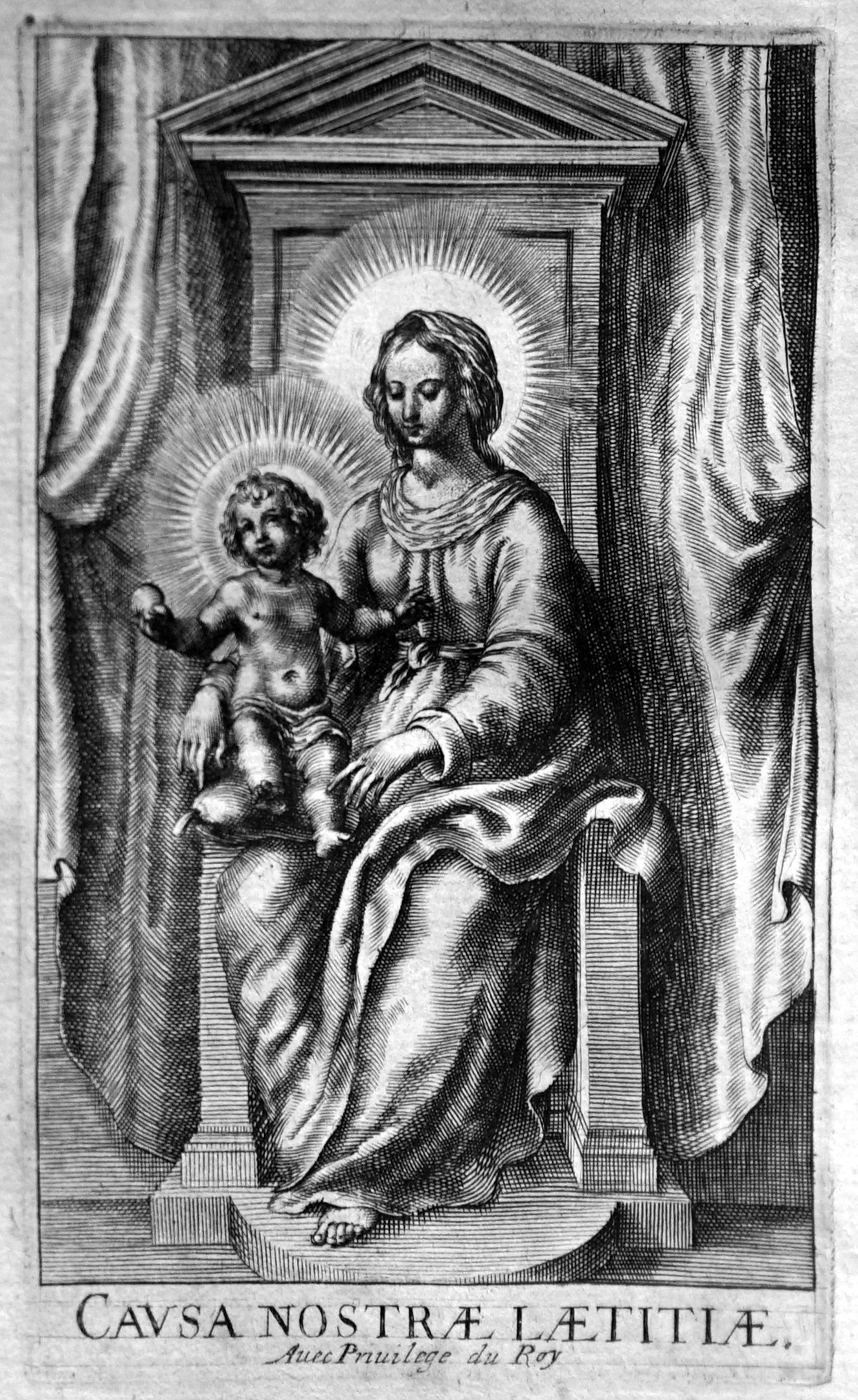
La Vierge noire, gravure Edmé Moreau 1632.
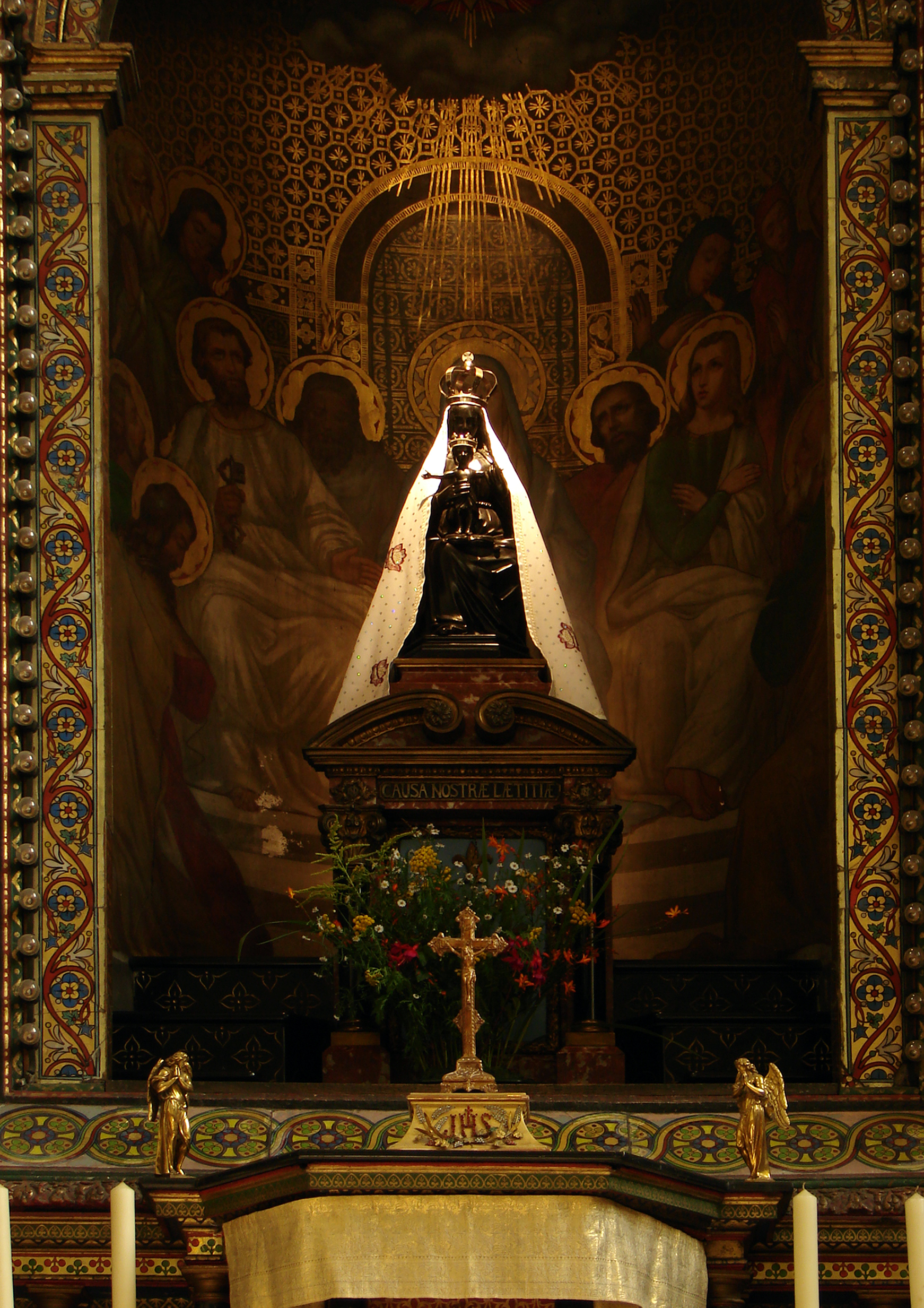
La Vierge noire (XIXe siècle).
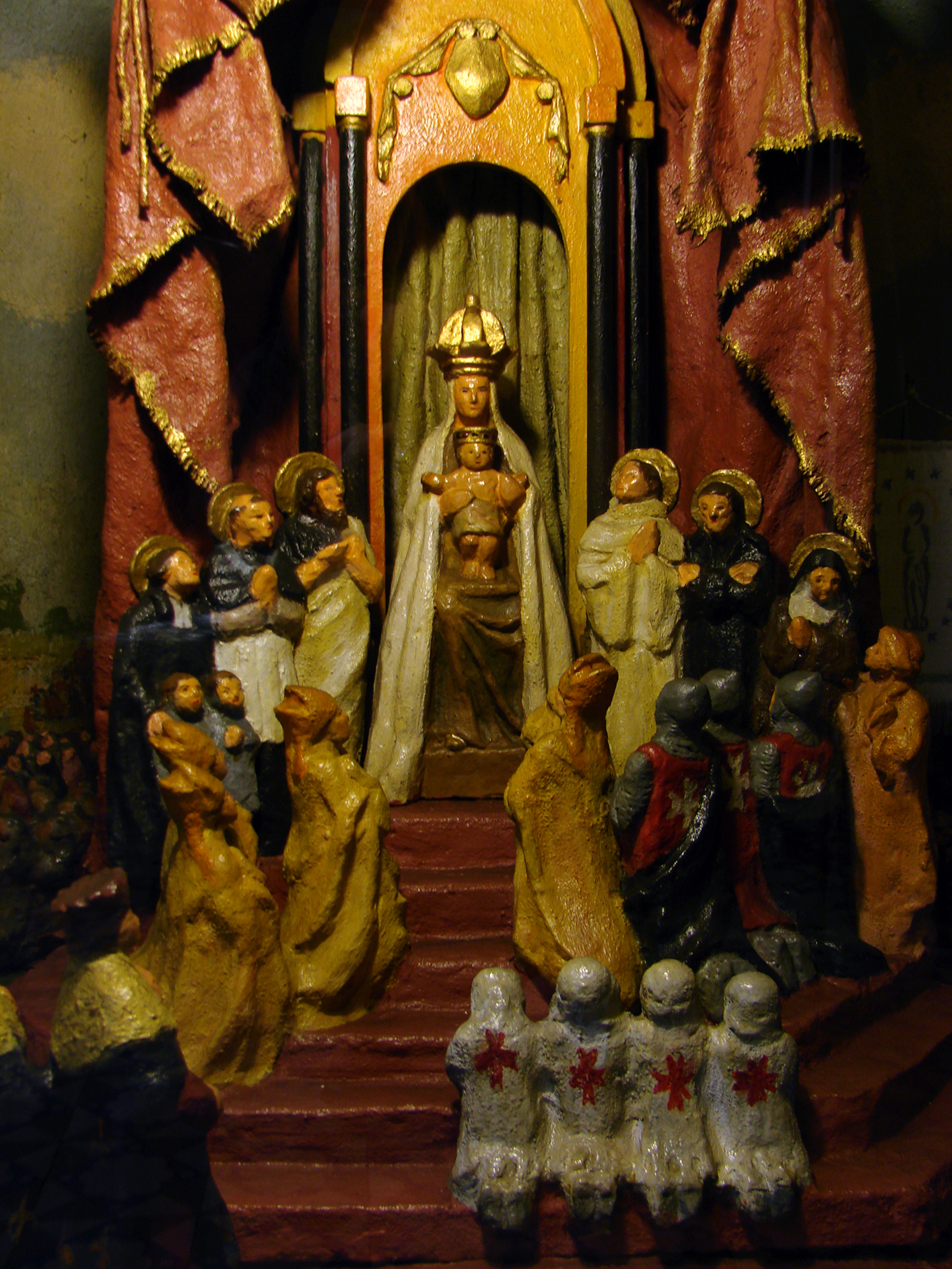
Un diorama.

Le monument est classé monument historique depuis un arrêté du 20 décembre 1920. C'est en 1923 que l'église est érigée en basilique.

## Description

### Extérieur
La basilique a été construite en pierre selon un plan basilical traditionnel. Elle est de style gothique flamboyant. La façade principale est percée d'un porche construit au XVe siècle par Charles de Luxembourg avec au-dessus une large baie flamboyante. La nef se compose de quatre travée. La croisée du transept est surmontée d'un clocher avec un toit en flèche recouvert d'ardoise.
La façade percée d'un porche surmonté de deux galeries est renforcée par deux puissants contreforts.

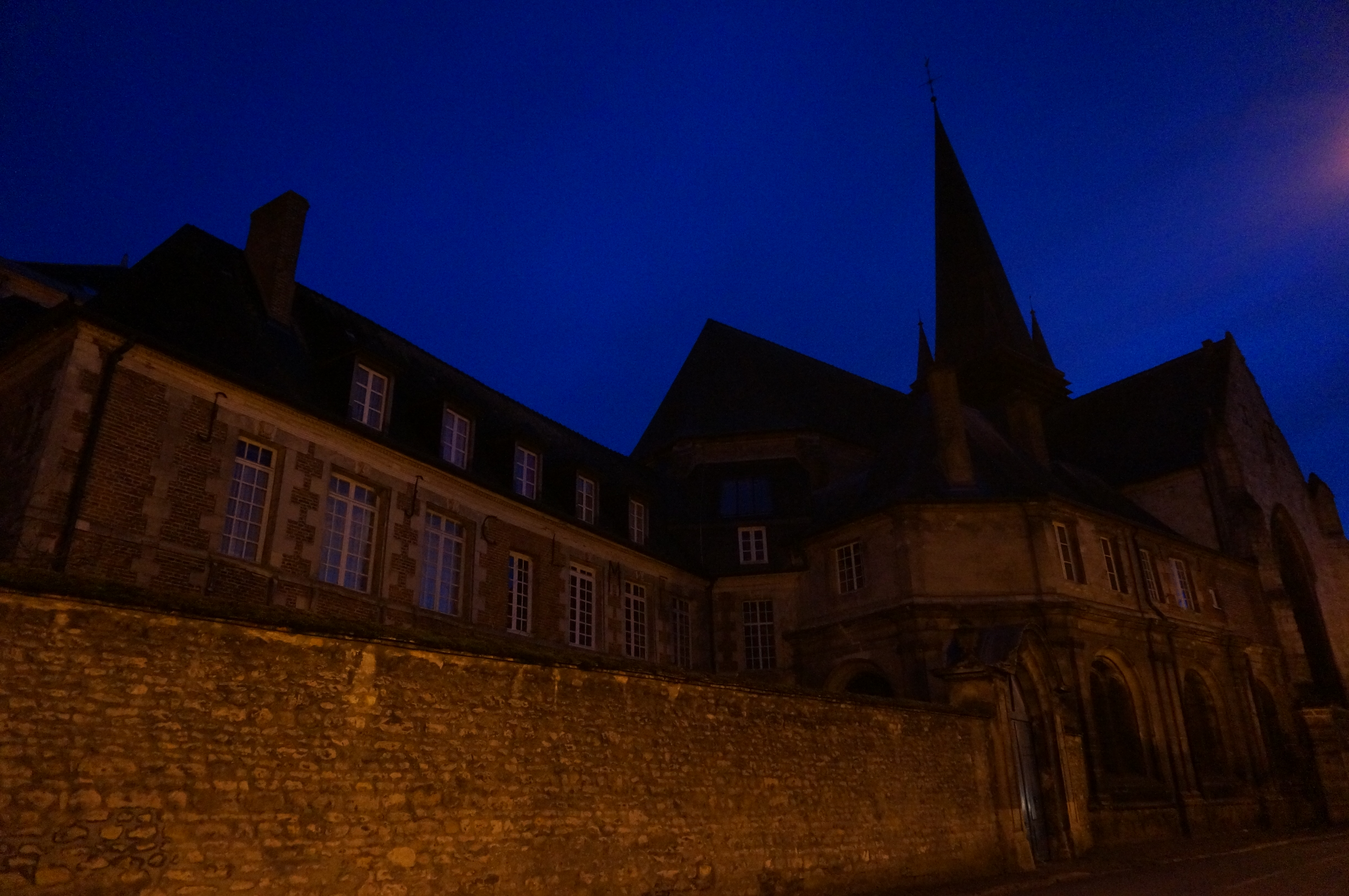
Le presbytère et la basilique.
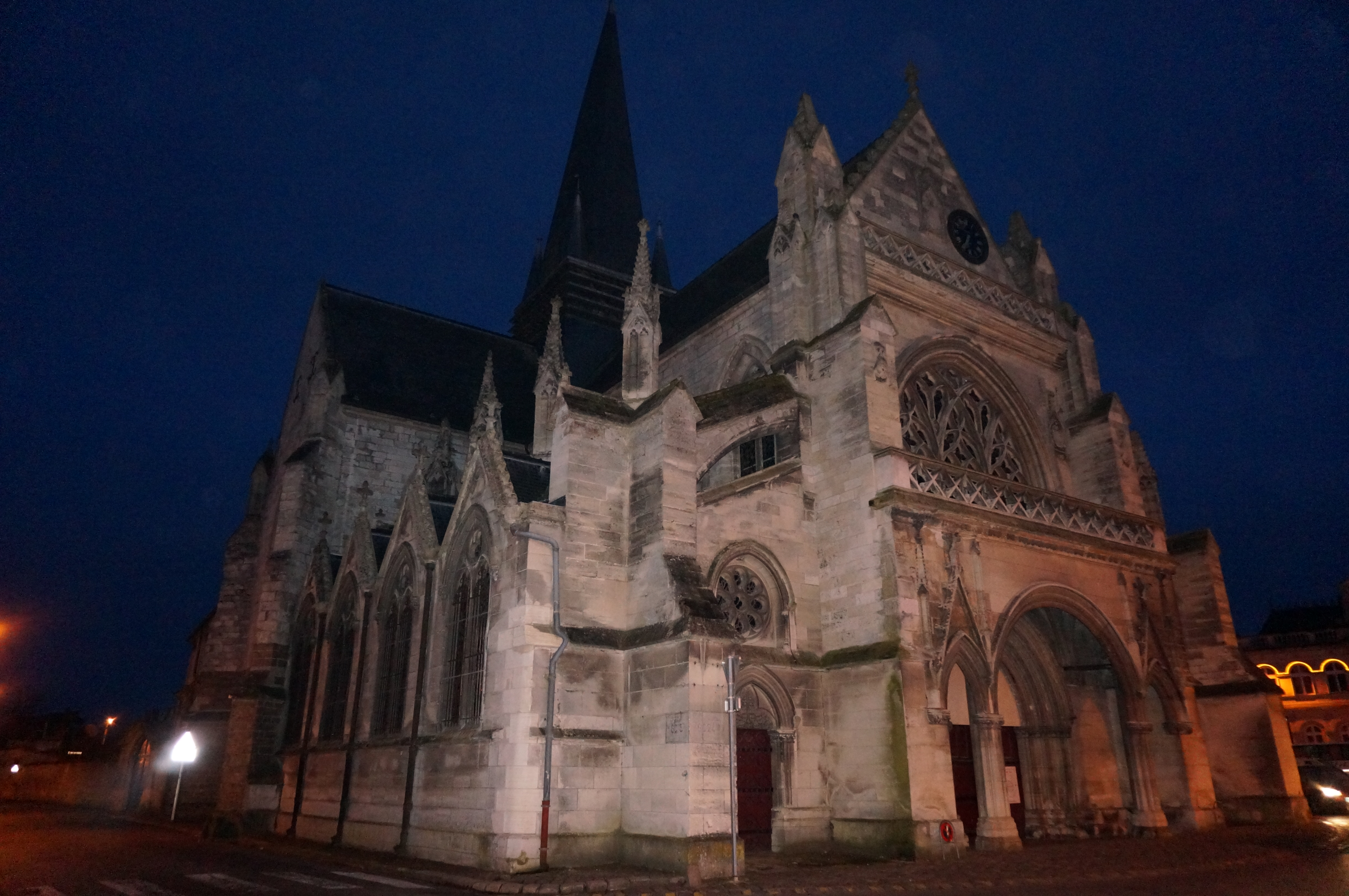
Façade de la basilique.

### Intérieur

#### Nef
Les clefs de voûte de la nef portent les armes des ducs d'Orléans. Dans la nef est suspendue une maquette de navire, ex-voto représentant le Soleil Royal, vaisseau-amiral de la flotte de Louis XIV, offert en 1692 par le vice-amiral Anne Hilarion de Costentin de Tourville, après la bataille de la Hougue.
La nef et le chœur sont séparés par un jubé en marbre blanc et noir, offert par Marie de Gonzague. La grille, en fer forgé, a été offerte par la famille de Soyécourt. Le jubé est surmonté par un Christ en croix don du duc de Guise (XVIe siècle).
L'orgue de tribune a été construit en 1864 par Joseph Merklin et relevé en 2017 par Laurent Plet.

#### Chœur
Dans le chœur, le maître-autel, son retable peint représentant la Pentecôte, surmonté d'un bas-relief polychrome représentant l'Assomption et l'arc triomphal qui les encadre furent donnés par Marie de Médicis en ex-voto pour la naissance du futur Louis XIII.
La statue d'une Vierge noire, Notre-Dame de Liesse est posée sur le tabernacle. Cette statue est vénérée sous le vocable de « Notre-Dame de Liesse, source et cause de notre joie ».

#### Chapelle Saint-Louis
La chapelle Saint-Louis a été restaurée après la Seconde Guerre mondiale. On y voit un diorama composé de statuettes représentant l'histoire des trois frères d'Eppes et de la princesse Isméria.

#### Transept
Dans le bras sud du transept, une huile sur toile représentant La Pentecôte datant du XVIIe siècle est protégée en tant que monument historique, inscription le 20 décembre 1973, au titre d'objet.
Une huile sur toile représentant une femme du XVIIIe siècle est protégée en tant que monument historique, inscription le 1er août 1974, au titre d'objet.

#### Sacristie
La sacristie fut construite en 1618 grâce un don du roi Louis XIII. Les boiseries sont pour partie du XVIIe siècle sont protégées en tant que monument historique, inscription le 20 décembre 1973, au titre d'objet. Pour une autre part, elles datent du XIXe siècle, elles sont protégées en tant que monument historique, inscription le 1er août 1974, au titre d'objet. Dans la sacristie sont conservés divers ex voto.
Le calice de la « duchesse de Berry » (1820), en argent repoussé, ciselé et partiellement doré, en forme de tulipe fut offert à la basilique par la duchesse de Berry à l'occasion de la naissance de son fils, le duc de Bordeaux. Il est classé monument historique, au titre d'objet depuis le 23 mars 2015.

#### Vitraux
Les vitraux de la basilique furent détruits, le 12 mai 1940, pendant de la Bataille de France, au début de la Seconde Guerre mondiale. Dans les années 1970, de nouvelles verrières conçues par Jacques Despierres, furent installées. Elles représentent l'Annonce de la Joie, le Magnificat, l'Apocalypse, l'Ordre de Malte[Lequel ?], le diocèse de Soissons, la France en route vers Liesse au cours des siècles, le château de Marchais et la famille princière de Monaco.

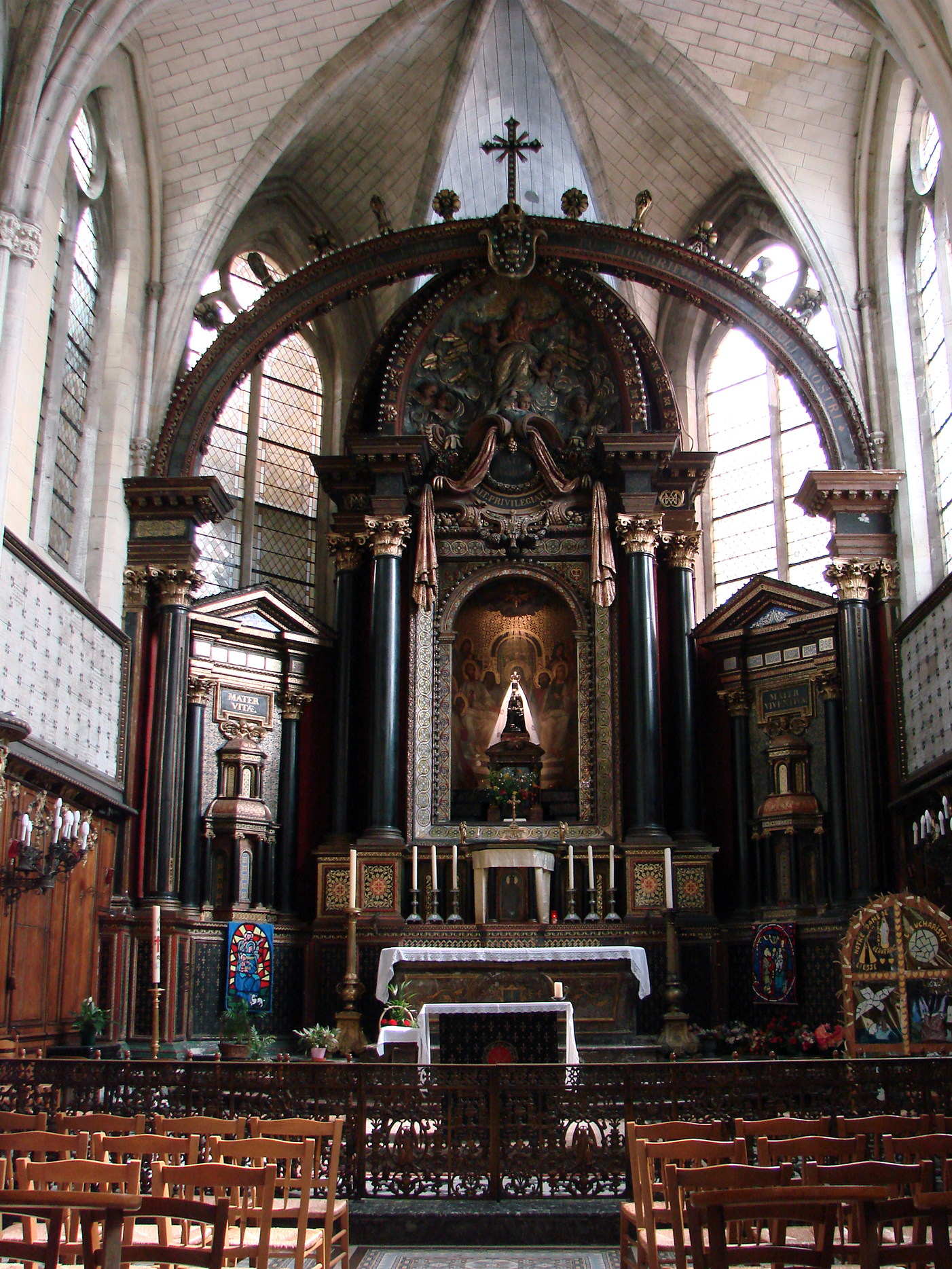
Le chœur de la basilique.
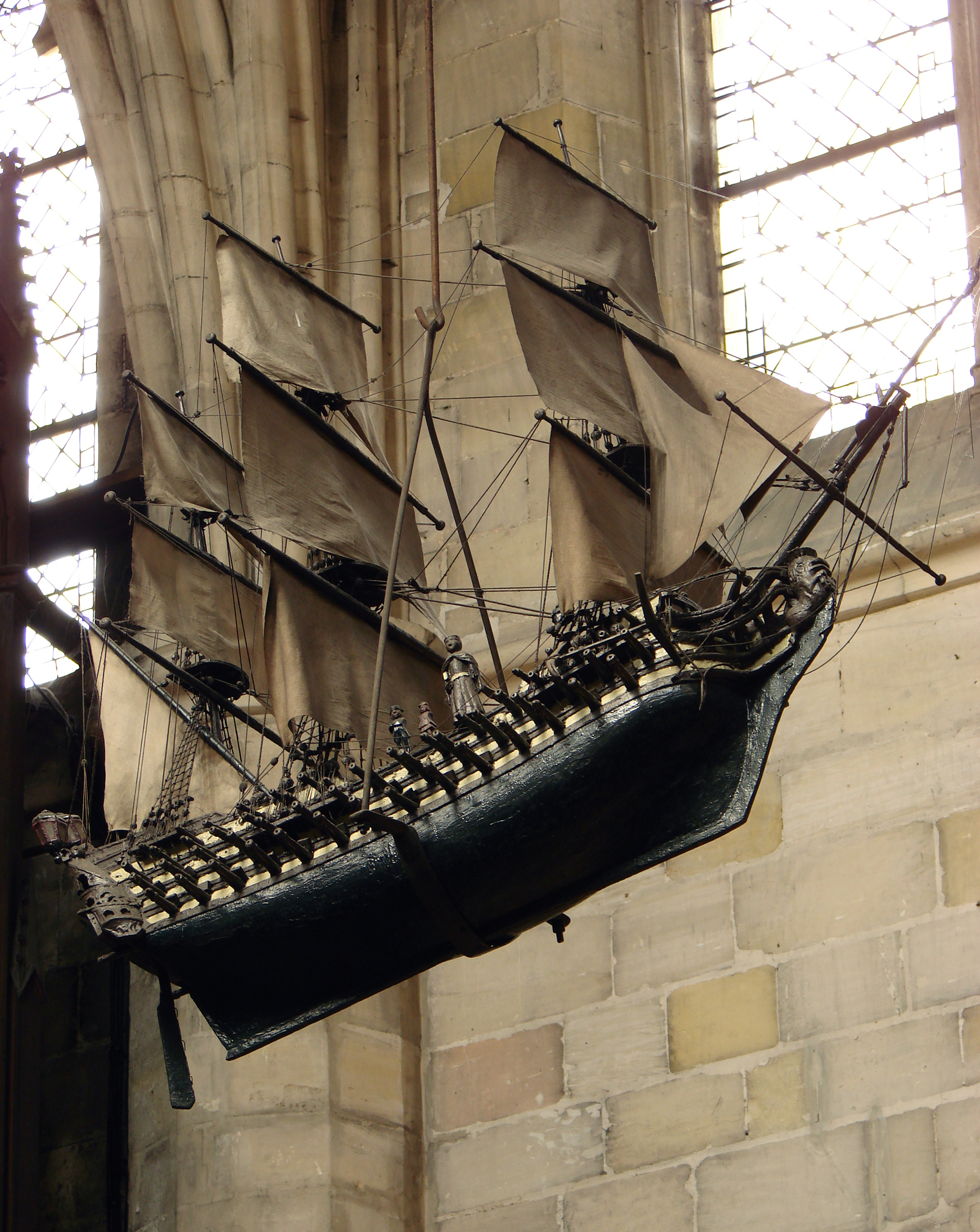
ex voto.
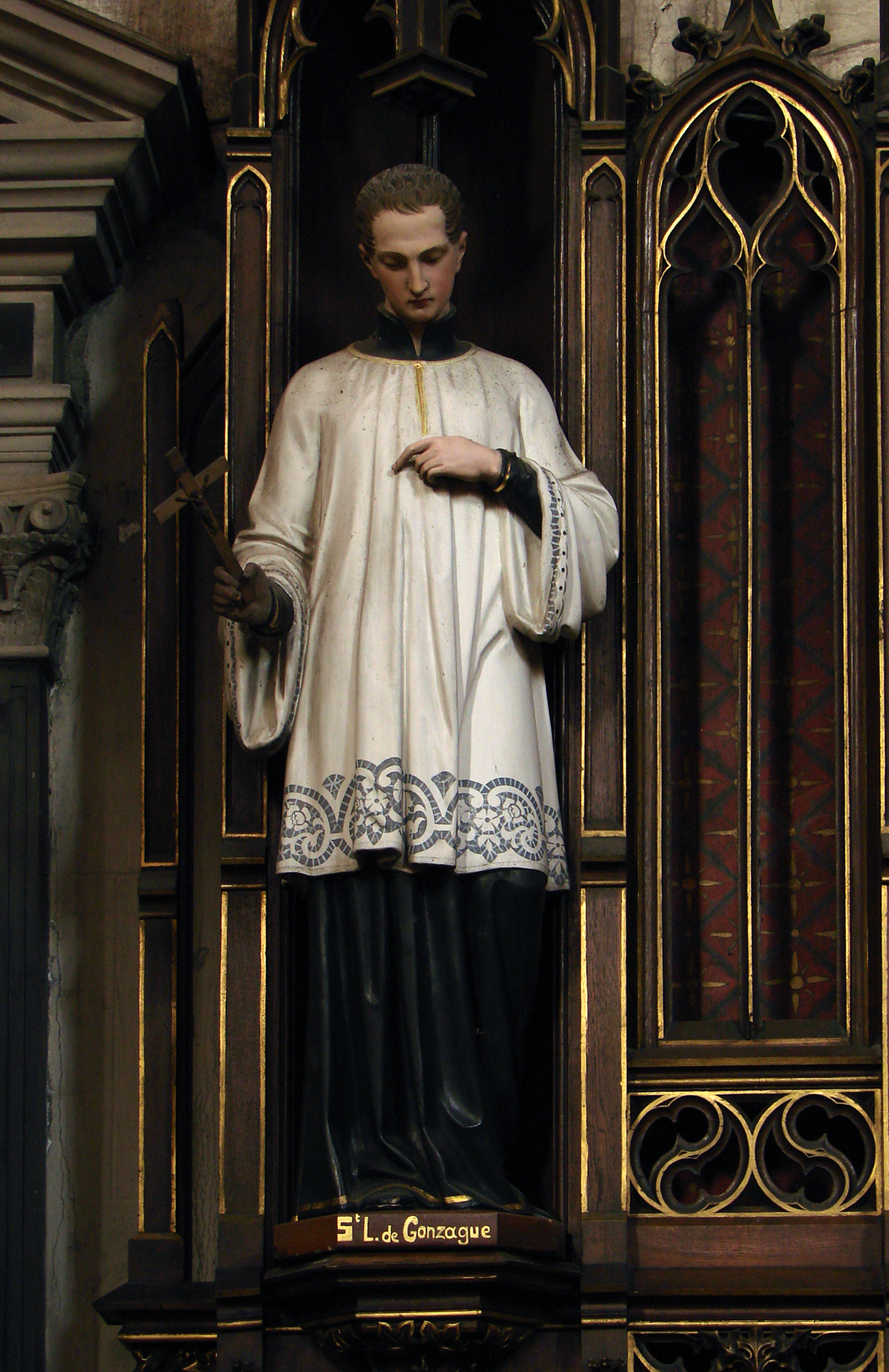
Louis de Gonzague.